# Kippfigur

Abb. Kaninchen und Ente aus den Fliegenden Blättern, 23. X. 1892.

Eine Kippfigur oder ein Kippbild ist eine Abbildung, die zu spontanen Gestalt- bzw. Wahrnehmungswechseln führen kann. Eine Erklärung dieses Phänomens findet sich auf der Seite multistabile Wahrnehmung. Synonyme Begriffe sind Inversionsfigur, Reversionsfigur sowie Umschlagfigur. Mit Kippfiguren verwandte Phänomene sind sogenannte Vexierbilder und unmögliche Figuren wie das Penrose-Dreieck.

## Beispiele

Necker-Würfel (links unten – rechts oben)

### Der Necker-Würfel
Die Zeichnung stellt anscheinend das Gittermodell eines Würfels dar. Die beiden großen, sich überschneidenden Quadrate können dabei jeweils sowohl Vorder- als auch Rückseite sein. Somit erkennt man je nach Fokussierung einen links unten beginnenden Würfel, auf den man entweder von rechts oben draufsieht oder den man von links unten betrachten kann. Der Name geht zurück auf den Schweizer Geologen Louis Albert Necker (1786–1861), der den Effekt der bistabilen Wahrnehmung im Jahr 1832 zuerst an Kristallzeichnungen beschrieb.
Ende des 19. Jahrhunderts bis zum Beginn des 20. Jahrhunderts waren Kippfiguren, die auf dem Necker-Würfel beruhten, sehr populär und wurden gerne auch als Scherzpostkarten verbreitet.

### Krater/Hügel

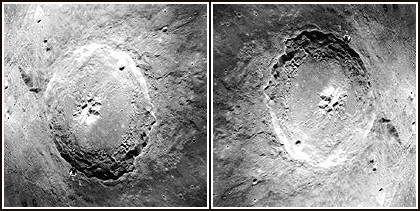
Hügel oder Krater?

Viele Betrachter erkennen im linken Teilbild einen Hügel, rechts einen Krater. Dennoch handelt es sich um dasselbe Bild, einmal um 90° entgegen und einmal um 90° mit dem Uhrzeigersinn gegenüber der Ausgangslage im Originalbild gedreht. Ein heller Rand oben legt eine Anhöhe nahe, ein dunkler Rand unten einen Schatten, hervorgerufen durch einen abfallenden Hügel. Im zweiten Teilbild ist es genau umgekehrt.
Diesen Effekt nutzen grafische Benutzeroberflächen bei der Bildschirmdarstellung von Schaltflächen. Eine helle obere und dunkle untere Begrenzungslinie lässt einen hervorstehenden Knopf vermuten, umgekehrte Helligkeitsverhältnisse einen eingedrückten.

### Die Schröder-Treppe

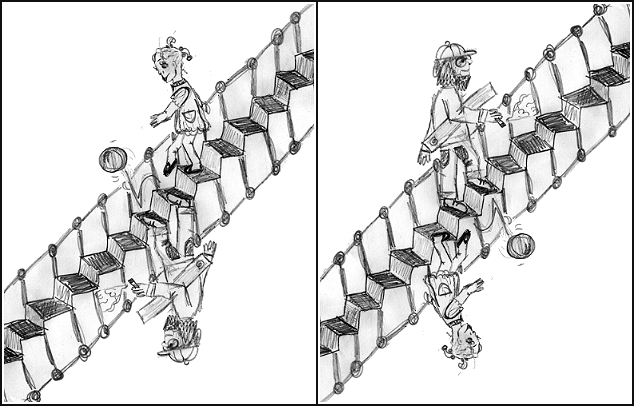
Beide Personen gehen über die Schröder-Treppe

Die 1858 von Heinrich Georg Friedrich Schröder (1810–1885) publizierte Schröder-Treppe zeigt ebenfalls zwei perspektivische Orientierungen. Im linken Teilbild geht das Mädchen die Treppe hinunter, dem Ball hinterher. Der Mann scheint im Raum zu schweben. Eine Drehung des Bilds um 180°, rechtes Teilbild, invertiert die Treppenperspektive und lässt ihn nun die Treppe hinaufsteigen.

### Weitere Beispiele

Rubinsche Vase – Vase oder Gesichter?

Schwarzes Kreuz auf weißem Grund oder weißes Kreuz auf schwarzem Grund?

- Das Pokalprofilmuster zeigt entweder zwei schwarze, sich anschauende Gesichter oder einen Pokal (jeweils im Profil). Dieses Beispiel wird dem dänischen Psychologen Edgar J. Rubin (1886–1951) zugeschrieben.
- Bei dem Bild Meine Frau und meine Schwiegermutter sieht der Betrachter entweder eine junge Frau, deren Gesicht vom Betrachter wegschaut, oder eine alte Frau.
- Die Tänzerin ist eine animierte Kippfigur, die als links- oder rechtsdrehend wahrgenommen werden kann.
- Der Vollmond mit seinen dunklen Flecken (fachsprachlich Maria). Je nach Kopflage sieht man entweder ein Gesicht oder ein Kaninchen.

## Kippfiguren in der Philosophie Wittgensteins
In Wittgensteins Sprachphilosophie spielt das Phänomen des Aspektwechsels bei der Betrachtung einer Kippfigur eine zentrale Rolle. In seinen Nachlassschriften zu den Philosophischen Untersuchungen nimmt er häufig als Beispiel zur Veranschaulichung den Hasen-Enten-Kopf, aber auch andere.
Seine Überlegungen untersucht die Frage, was „sehen als …“ im Unterschied zum „normalen“ Sehen bedeutet. Seine Untersuchungen gehen so weit, dass er den Begriff auf verschiedenste Bereiche ausdehnt, wie z. B. das „Betrachten“ eines Musikstückes als fröhlich, traurig, hektisch etc.

## Äquivalent in der Musik
- Minimal Music – hier zeigen sich Kippbilder in der zeitlichen Wahrnehmungsstrukturierung.
- Im gleichschwebend temperierten Stimmungssystem (Wohltemperierte Stimmung) macht man sich die Mehrdeutigkeit bestimmter Akkorde zunutze, um möglichst bruchlos von einer Tonart in eine andere zu wechseln (Modulation (Musik)). Theoretisch taugt dazu jeder Akkord, den man verschiedenen Tonarten zuordnen kann. Die musikalische „Kippfigur“ besteht ebenfalls in einem Perspektivwechsel: Erscheint der Akkord zunächst nur als Bestandteil der Ausgangstonart, so kann er durch eine geeignete Umgebung harmonisch so „beleuchtet“ (umgedeutet) werden, dass er plötzlich als Bestandteil der Zieltonart aufgefasst wird.

## Anwendung in der Literatur
Robert Gernhardt veröffentlichte 1986 einen Erzählband mit dem Titel Kippfigur, bei dem die Umschlag-Illustration eine doppelte Doppeldeutigkeit bietet: Vor dem Hintergrund einer Würfel-Landschaft (= perspektivische Kippfiguren) sitzt eine Figur, die „einen kippt“ (trinkt).
Nach der Analyse durch Shlomith Rimmon können einige Erzählungen von Henry James als literarische Kippfiguren betrachtet werden, da sie verbale und narrative Ambiguität aufweisen.

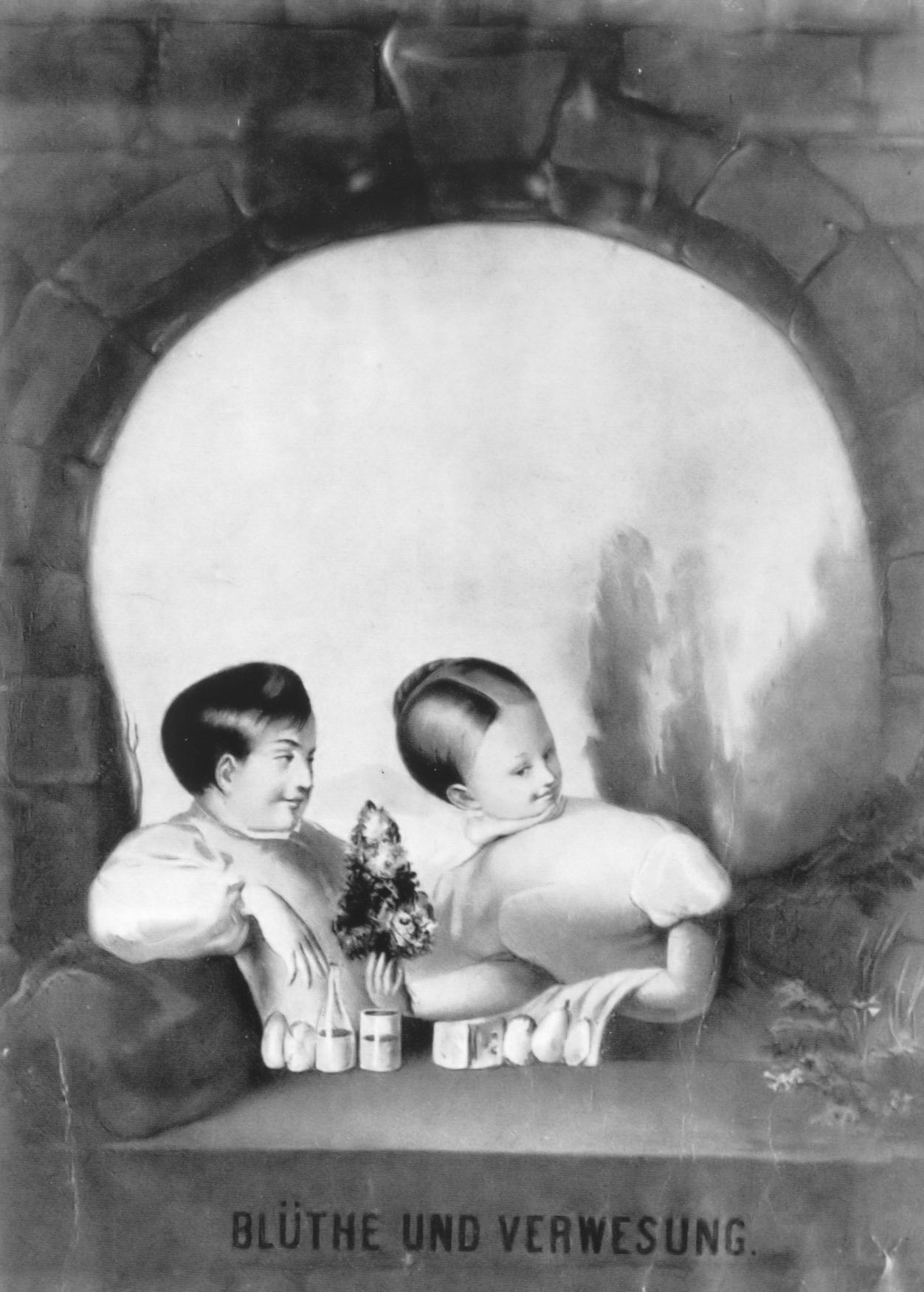
Blüthe und Verwesung

## Rundfunkberichte
- Martin Hubert: HIRNFORSCHUNG – Das Hypothesengenie – Das Gehirn als Vorhersagemaschine (Manuskript), Deutschlandradio, Wissenschaft im Brennpunkt vom 19. Januar 2014.